# جبريل أساكورا
جبريل أساكورا هو لاعب كرة قاعدة برازيلي، ولد في 12 نوفمبر 1988 في ساو باولو في البرازيل.